# Sciades retrospinosus
Sciades retrospinosus là một loài bọ cánh cứng trong họ Cerambycidae.